# I Disagree
I Disagree — третий студийный альбом американской певицы Поппи, выпущенный 10 января 2020 года на Sumerian Records. Это её первый релиз на Sumerian Records после ухода из Mad Decent в 2019 году, а также её последний совместный проект с Титаником Синклером перед окончанием их творческого партнёрства в 2019 году. I Disagree дебютировал под номером 130 в Billboard 200 за неделю 25 января, став первым входом Поппи в чарт. Альбом также имел умеренный успех в Австралии и Великобритании, дебютировав на вершине чарта Rock & Metal Albums Chart в последней.
Для продвижения альбома четыре песни были выпущены в качестве синглов, на все четыре были сняты музыкальные видеоклипы, а ещё на две композиции альбома также были сняты видеоклипы. Для дальнейшего продвижения певица отправилась в турне Threesome Tour вместе с Bring Me the Horizon и Sleeping with Sirens, а также в более позднее турне I Disagree Tour, даты которого в Евразии были отложены из-за пандемии COVID-19. В августе 2020 года было выпущено делюксовое издание альбома под названием I Disagree (more), которое породило пятый и последний сингл «Khaos x4».
Музыкальные критики положительно отозвались об альбоме I Disagree, похвалив Поппи за направление альбома. Песня «Bloodmoney» была номинирована на 63-ю ежегодную премию «Грэмми» в категории «Лучшее металлическое исполнение», сделав Поппи первой сольной исполнительницей за всю 30-летнюю историю этой категории.

## Об альбоме
Поппи начала работу над I Disagree вскоре после выхода альбома Am I a Girl? В интервью Gigwise Поппи назвала альбом «пост-жанровым» и «тяжёлым», а также заявила, что альбом является продолжением второй половины Am I a Girl?, а именно песен «Play Destroy» и «X».
«Concrete», ведущий сингл с альбома, был выпущен 22 августа 2019 года. Выпущенный вместе с клипом, сингл появился вскоре после объявления о подписании Поппи контракта с Sumerian Records и уходе из Mad Decent. Обложка, название и дата выхода альбома были раскрыты 30 сентября 2019 года через аккаунты Поппи в социальных сетях. Оформлением альбома занимался Джесси Дракслер. «I Disagree» был выпущен в качестве второго сингла с альбома 4 октября 2019 года, вместе с клипом.
«Bloodmoney» был выпущен в качестве третьего сингла с альбома 6 ноября 2019 года, вместе с анонсом тура по США в 2020 году в поддержку «I Disagree» и музыкальным видео. Песня была номинирована на 63-ю ежегодную премию «Грэмми» в категории «Лучшее металлическое исполнение», став первой номинацией Поппи на «Грэмми». Трек-лист альбома был раскрыт 26 ноября 2019 года через социальные сети Поппи. «Fill the Crown» был выпущен в качестве четвёртого сингла с альбома 11 декабря 2019 года вместе с музыкальным видео. Музыкальное видео на песню «Anything Like Me», снятое Джесси Дракслером и Поппи, было выпущено в тот же день, что и альбом — 10 января 2020 года. Видео на песню «Sit / Stay» было выпущено 20 марта 2020 года.
На прямой трансляции в Instagram 12 апреля 2020 года Sumerian Records объявила о выпуске делюкс-версии альбома, которая выйдет летом 2020 года. Поппи подтвердила в Твиттере, что выход делюкс-издания «не за горами», 22 июля 2020 года . Пятый и последний сингл альбома, «Khaos x4», был выпущен 28 июля 2020 года, в тот же день, когда Поппи анонсировала делюкс-издание альбома I Disagree (More). Делюксовое издание, включающее дополнительные треки «Bleep Bloop», «Don’t Ask» и «If It Bleeds», было выпущено 14 августа.

## Композиции
Звучание I Disagree было описано как авангард, хеви-метал, поп, поп-метал, электропоп, индастриал-рок, рок, ню-метал, каваии-метал, хард-рок и индастриал.
Альбом вобрал в себя элементы арт-попа, дабстепа, экспериментального попа, индастриал-метала, альтернативного метала, прогрессив-метала, треш-метала, электронной музыки металкора, деткора, пост-гранжа, прогрессив-рока,, поп-панка, дрим-попа, бабблгам-попа,, альт-попа, акустического попа, R&B, J-pop и K-pop.
В интервью Kerrang! Поппи сказала: «Я никогда не говорила, что моя музыка — это метал, но я слушаю эту музыку».

## Отзывы критиков
| Совокупная оценка | Совокупная оценка |
| Источник          | Оценка            |
| ----------------- | ----------------- |
| AnyDecentMusic?   | 6.6/10            |
| Metacritic        | 72/100            |
| Оценки критиков   |                   |
| Источник          | Оценка            |
| AllMusic          | [ 20 ]            |
| Exclaim!          | 5/10              |
| Gigwise           | [ 32 ]            |
| The Guardian      | [ 21 ]            |
| MusicOMH          | [ 33 ]            |
| NME               | [ 34 ]            |
| The Observer      | [ 35 ]            |
| Pitchfork         | 6.5/10            |
| PopMatters        | 7/10              |
| Slant Magazine    | [ 18 ]            |

I Disagree получил положительные отзывы критиков. На сайте Metacritic, который присваивает нормализованный рейтинг из 100 баллов рецензиям основных критиков, альбом получил средний балл 72 из 100, что означает «В целом благоприятные отзывы» на основе 16 рецензий.
Али Шатлер из NME оценил I Disagree как «её самый совершенный альбом, полный смелого театра и рычащего движения вперёд». Рецензент AllMusic Нил Зи Йенг также дал альбому положительную оценку, написав, что «Будучи одновременно символическим аватаром её жизненных перемен и сильным заявлением о расширении возможностей, I Disagree празднует возрождение Поппи как алхимика поп-метала и бессовестного нарушителя правил.» Джош Грей из Clash выразил мнение, что «Поппи остаётся смелой и противоречивой артисткой, создающей смелое и противоречивое искусство, и I Disagree — это идеальная порция адреналина для начала нового десятилетия».
Малвика Падин из Gigwise назвала альбом «Настоящим шедевром почти во всех отношениях, которые только можно представить…» и «…идеальным альбомом для начала 2020 года.» Положительно отзываясь об альбоме, Николетта Уайлд из musicOMH заявив: «С I Disagree Поппи выпускает свою версию Lemonade; она одновременно направляет боль от недавних споров, показывает два пальца вверх прошлому и воплощает своё искусство перформанса в музыке.»
В июне 2020 года I Disagree был включён в список 30 лучших альбомов 2020 года по версии Spin.

### Итоговые списки
| Публикация        | Награда                                        | Год  | Позиция | Источник |
| ----------------- | ---------------------------------------------- | ---- | ------- | -------- |
| Upset Magazine    | Альбомы года                                   | 2020 | 1       | [ 38 ]   |
| Revolver          | 25 лучших альбомов 2020 года                   | 2020 | 12      | [ 39 ]   |
| Gigwise           | 51 лучший альбом 2020 года 2020 от The Gigwise | 2020 | 20      | [ 40 ]   |
| Spin Magazine     | 30 лучших альбомов 2020 года                   | 2020 | 23      | [ 41 ]   |
| Kerrang           | 50 величайших альбомов 2020 года               | 2020 | 23      | [ 42 ]   |
| The Plain Dealer  | Лучшие альбомы 2020 года                       | 2020 | 46      | [ 43 ]   |
| RIFF Magazine     | 75 лучших альбомов 2020 года                   | 2020 | 45      | [ 44 ]   |
| Slant Magazine    | 50 лучших альбомов 2020 года                   | 2020 | 45      | [ 45 ]   |
| Alternative Press | 50 лучших альбомов 2020 года                   | 2020 | -       | [ 46 ]   |
| AllMusic          | Лучшие альбомы 2020 года от All Music          | 2020 | -       | [ 47 ]   |

## Список композиций
Слова и музыка всех песен — Поппи, Крис Грейтти, Закк Червини и Титаник Синклер, кроме отмеченных..
| №                   | Название            | Длительность |
| ------------------- | ------------------- | ------------ |
| 1.                  | «Concrete»          | 3:20         |
| 2.                  | «I Disagree»        | 3:13         |
| 3.                  | «Bloodmoney»        | 3:02         |
| 4.                  | «Anything Like Me»  | 3:19         |
| 5.                  | «Fill the Crown»    | 3:32         |
| 6.                  | «Nothing I Need»    | 2:49         |
| 7.                  | «Sit/Stay»          | 3:54         |
| 8.                  | «Bite Your Teeth»   | 2:42         |
| 9.                  | «Sick of the Sun»   | 3:11         |
| 10.                 | «Don't Go Outside»  | 6:06         |
| Общая длительность: | Общая длительность: | 35:08        |

| №                   | Название            | Автор(ы)              | Длительность |
| ------------------- | ------------------- | --------------------- | ------------ |
| 11.                 | «If It Bleeds»      | Поппи Грейтти         | 2:41         |
| 12.                 | «Bleep Bloop»       | Поппи Грейтти Червини | 1:58         |
| 13.                 | «Khaos x4»          | Поппи Грейтти Червини | 2:57         |
| 14.                 | «Don't Ask»         | Поппи Грейтти Червини | 2:49         |
| Общая длительность: | Общая длительность: | Общая длительность:   | 45:33        |

## Чарты
| Чарт (2020)                                   | Высшая позиция |
| --------------------------------------------- | -------------- |
| Австралия (ARIA)                              | 19             |
| Шотландия (Scottish Albums Chart)             | 67             |
| Великобритания (UK Digital Albums Chart)      | 37             |
| Великобритания (UK Independent Albums Chart)  | 11             |
| Великобритания (UK Rock & Metal Albums Chart) | 1              |
| США (Billboard 200)                           | 130            |
| США (Billboard Independent Albums)            | 12             |
| США (Billboard Top Hard Rock Albums)          | 5              |
| США (Billboard Top Rock Albums)               | 15             |

| Чарт (2021)     | Высшая позиция |
| --------------- | -------------- |
| США (Billboard) | 81             |

## История релиза
| Страна    | Дата            | Формат                                | Издание     | Лейбл    | Источник |
| --------- | --------------- | ------------------------------------- | ----------- | -------- | -------- |
| Различные | 10 января 2020  | CD цифровое скачивание стриминг винил | Стандартное | Sumerian | [ 59 ]   |
| Различные | 14 августа 2020 | Цифровое скачивание стриминг винил    | Делюкс      | Sumerian | [ 60 ]   |